# 52 유로파
52 유로파(영어: 52 Europa)는 소행성대에 있는 소행성 중 여섯 번째로 큰 소행성이며, 지름은 대략 315 km이다. 유로파는 가로 380 km, 세로 330 km, 높이 250 km의 타원체 모양이다. 유로파는 헤르만 골드슈미츠가 1858년 2월 4일에 파리에 있는 자신의 발코니에서 발견하였다. 유로파의 이름은 그리스 신화에 나오는 에우로페의 이름을 땄으며, 목성의 위성 중 하나인 유로파와 이름의 유래가 같다.

## 물리적 성질
유로파는 여섯 번째로 부피가 큰 소행성이며, 밀도는 대략 1.5 g/cm³정도로 예상되어 C형 소행성으로 분류된다. 2007년, 제임스 베어와 스티븐 체슬리는 유로파의 질량을 대략 (1.9±0.4)×1019 kg으로 추산하였고, 최근에는 유로파의 질량이 3.27×1019 kg으로 추산되었다.
유로파는 C형 탄소 소행성으로, C형 소행성 중에서는 두 번째로 크며, 대부분 탄소로 구성되어 있어 매우 어둡게 보인다.. 유로파를 분광 분석한 결과, 감람석과 휘석이 표면에 존재한다는 증거를 발견하였고, 표면 지역에 따라 구성 성분의 차이가 있을 것이라는 증거 또한 존재한다.
유로파는 히기에이아 군의 궤도 근처를 돌지만, 군에 포함되지는 않는다.
유로파 광도곡선 자료는 특히 설명하기 난해하여, 여러 번의 관측에도 불구하고 상당한 기간 동안 유로파의 자전 주기에 대한 논쟁이 벌어졌었다(당시 유로파의 자전 주기는 5.5 ~ 11시간 정도로 추산되고 있었다). 현재 유로파는 역행 자전을 한다고 정의되었지만, 정확한 북극의 위치가 어디인지는 아직도 분명히 규정되지 못했다. 가장 상세한 분석에서는 유로파가 황도 좌표계 (β, λ) = (70°, 55°) 또는 (40°, 255°) 방향을 (오차범위 10° 가량으로) 가리킨다고 분석하였다. 이 결과에서 유로파의 자전축 기울기는 각각 14° 또는 54°로 나타났다.
1988년, 마우나케아 천문대의 UH88 망원경을 이용하여 소행성 주변을 공전하는 위성이나 먼지를 찾으려는 시도가 있었지만, 아무것도 발견하지 못했다.

## 관측 오인
1934년에 발견되었던 격변변광성 "물병자리 CV"는 사실 52 유로파를 잘못 확인한 것으로 밝혀졌다.

## 참고 문헌
- PDS 광도곡선 데이터
- Sawyer, S. R. (1991). 《A High-Resolution CCD Spectroscopic Survey of Low-Albedo Main Belt Asteroids PhD thesis》 (학위논문). The University of Texas.
- Schmeer, P.; M. L. Hazen (2000). “CV Aquarii identified with (52) Europa” [물병자리 CV 52 유로파로 확인되다] (PDF). 《Journal of the American Association of Variable Star Observers》 28: 103. 2006년 2월 14일에 원본 문서 (PDF)에서 보존된 문서. 2017년 4월 24일에 확인함.